# Serginho Chulapa
Serginho Chulapa, właśc. Sérgio Bernardino (ur. 23 grudnia 1953 w São Paulo) – piłkarz brazylijski, napastnik. Chwalony za skuteczną grę głową.
Jego kariera piłkarska rozpoczęła się w 1974 roku. Grał dla: Marília, São Paulo Futebol Clube, Santos FC, Corinthians Paulista, Marítimo (Portugal), Atlético Sorocaba, Portuguesa, Malatyaspor i São Caetano, a także w Reprezentacji Brazylii w piłce nożnej.
Został powołany do kadry narodowej na mundial 1982, zagrał we wszystkich spotkaniach Brazylii na tym turnieju – z ZSRR, Szkocją, Nową Zelandią (zdobył jedną bramkę), Argentyną (zdobył jedną bramkę) i Włochami.